# TextielLab

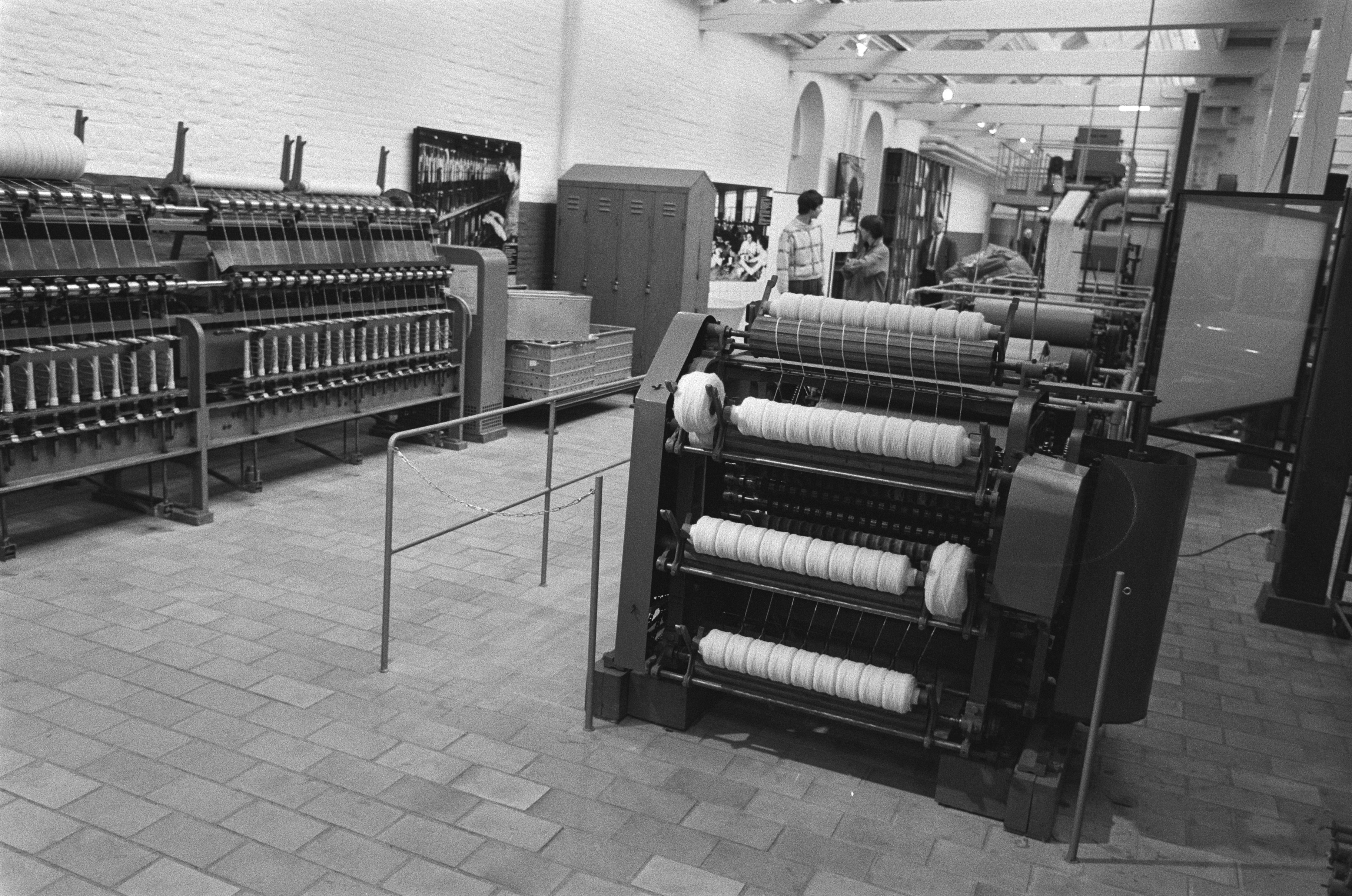
De weverij in het Textielmuseum Tilburg in 1986, waar nu het TextielLab is gevestigd

Het TextielLab is een werkplaats in de Nederlandse stad Tilburg, die is verbonden met het TextielMuseum, en waar mode- en interieurstoffenontwerpers kunnen experimenteren met allerlei garens en technieken.

## Algemene informatie

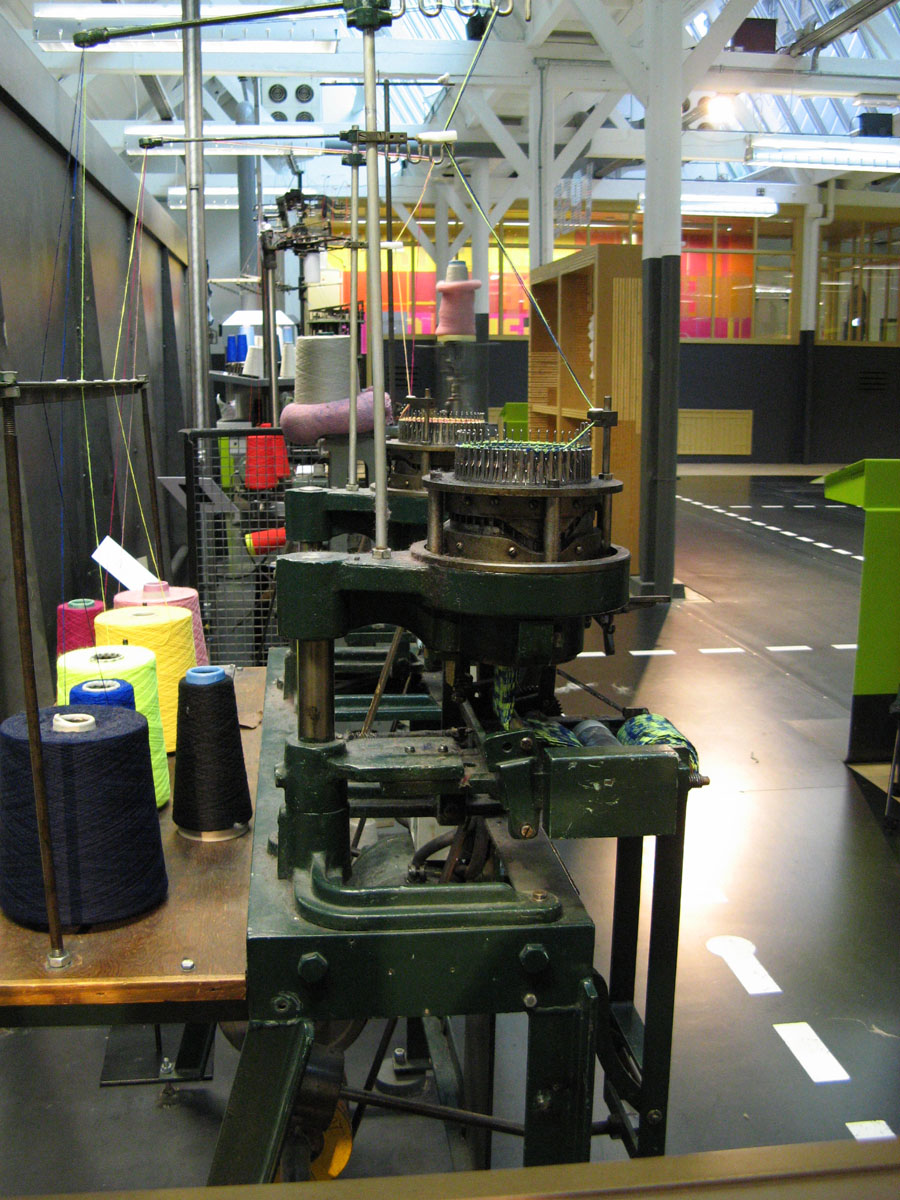
Rondbreimachine uit 1959 in het TextielLab (2009)

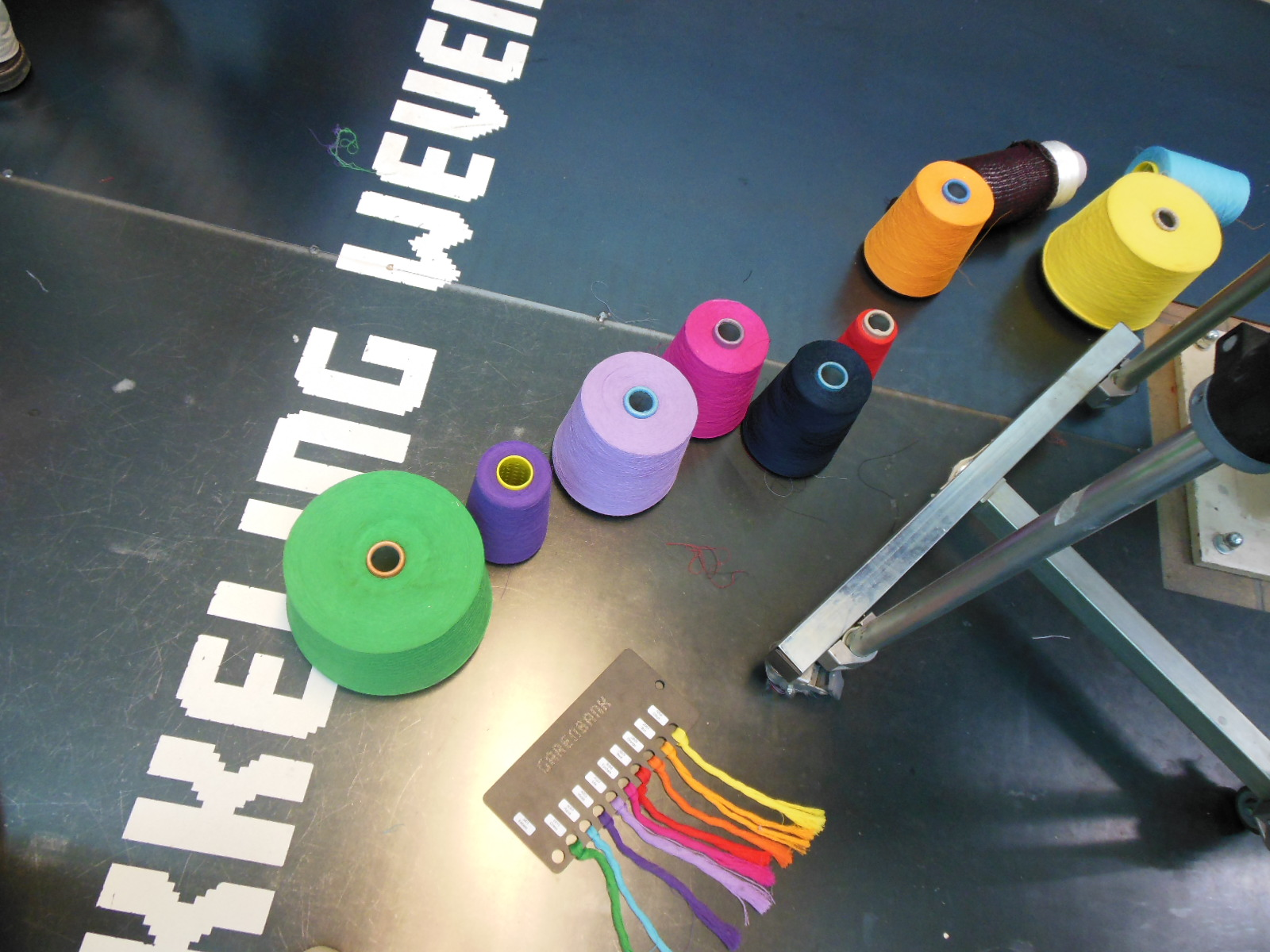
Garens uit de garenbank van het TextielMuseum

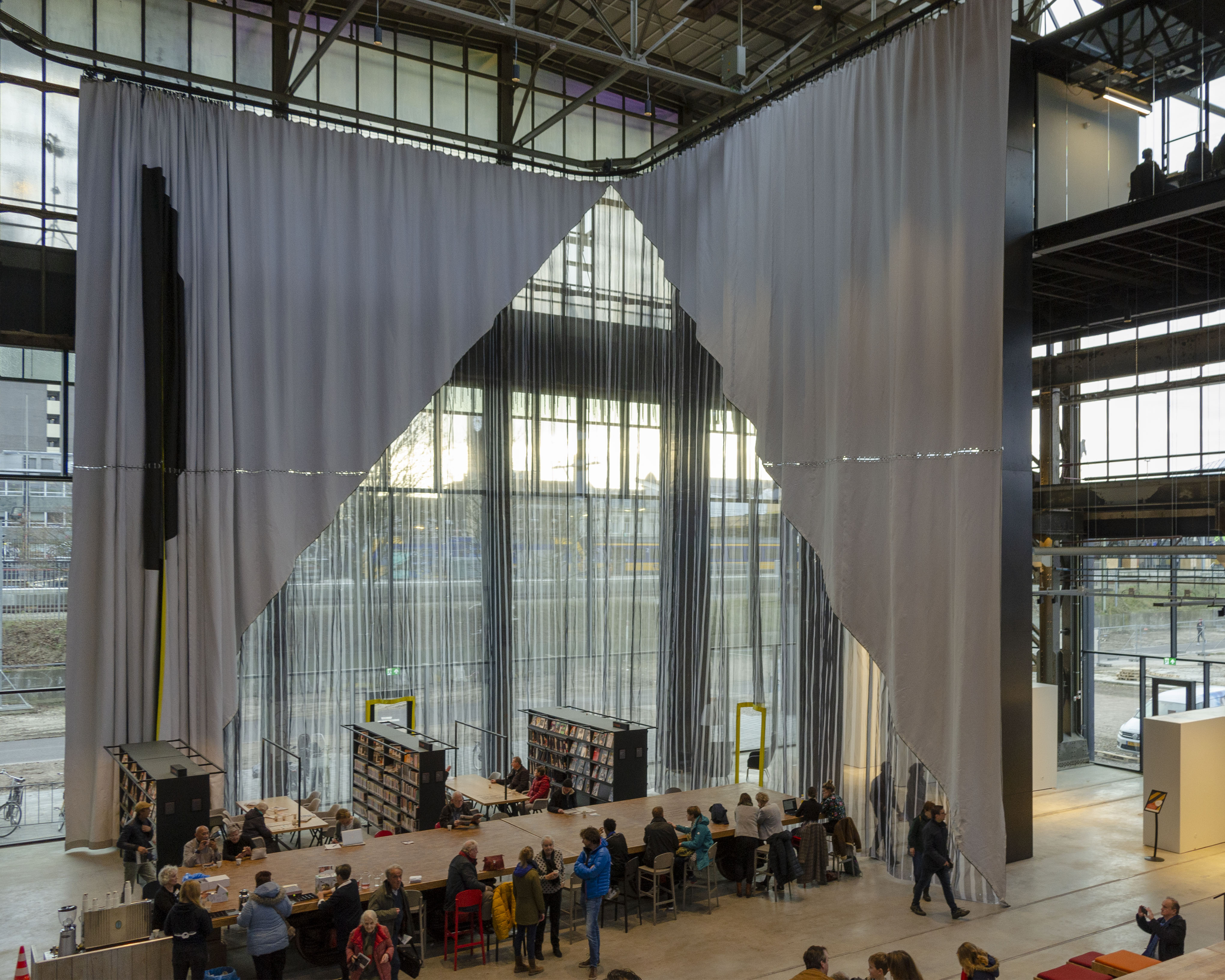
Bibliotheek Tilburg in de LocHal net na de opening op 2 januari 2019 met een van de in het TextielLab vervaardigde textiele ‘wanden’.

Het TextielLab is sinds 1992 gevestigd in een fabriekshal die deel uitmaakte van het voormalige complex van de textielfabriek van de firma C. Mommers & Co., waar wollen dekens werden vervaardigd. De met computergestuurde apparatuur (cad/cam) uitgeruste werkplaats biedt aan bedrijven en aan binnen- en buitenlandse ontwerpers zoals Jan Taminiau, Studio Job en Aleksandra Gaca, kunstenaars zoals Barbara Broekman, Jasper Krabbé, Teun Hocks en Jan Fabre en architecten zoals architectenbureau O.M.A., al dan niet in opdracht, de mogelijkheid nieuwe stoffen, weefsels, borduursels en technieken te ontwikkelen. Het biedt bovendien aan studenten een leertraject en een mogelijkheid tot ontwikkeling van hun creativiteit en talent, en een afstudeerplaats. Ook het vervaardigen van unieke, vaak exclusieve objecten of eenmalige, kleine series vindt hier plaats.
Het beschikt over een uitgebreid archief met stalen van alle tot nu toe vervaardigde experimentele weefsels. Voorts beschikt het over een garenbank met nieuwe commerciële garens en maakt hun toepassing zichtbaar. Bovendien bevat het een uitgebreide bibliotheek met literatuur op gebied van garens, stoffen, technieken, en een textielwarenkast met halffabricaten en eindproducten.
Hoewel het machinale weven en breien de kerntechnieken vormen, wordt ook gewerkt met borduur-, laser- en passementmachines, en machines voor het tuften van (wand)tapijten.

## Presentaties
Tweemaal per jaar vindt een presentatie plaats van de Highlights TextielLab en een keer per jaar verschijnt het Yearbook TextielLab, waarin de belangrijkste werken van dat jaar zijn opgenomen.

## Grootste werk
Het grootste werk dat in het TextielLab tot nu toe werd vervaardigd, was een opdracht van de gemeente Tilburg aan ontwerpstudio Inside Outside, voor het vervaardigen van zes grote beweegbare, textiele 'wanden' om variabele ruimten te creëren in de eveneens in Tilburg gelegen LocHal. De afmetingen voor de zes 'wanden' zijn: 15 meter hoog en 45 meter breed. Er is 47.890 kilometer garen in verwerkt en het kostte 1800 uur om het te weven. Een team van meer dan 50 mensen hield zich bezig met de voorbereiding en productie ervan. Deze productie is te zien in de tentoonstelling 'Bloed, Zweet en Garens'

## Gebouw
Het TextieLab bevindt zich in het hart van het gebouw van het TextielMuseum. Dat was toen het in 1885 werd gebouwd met zijn vier lagen het hoogste gebouw van Tilburg, en waarin de spinnerij was gevestigd. Op de eerste verdieping is de ruimte waar wisselende collectietentoonstellingen plaatsvinden en 'Highlights' van het TextielLab worden gepresenteerd. Op de tweede verdieping bevindt zich de bibliotheek. In de brede, lage fabriek (1876-1878) met een houten sheddak, waarin de weverij was gevestigd, heeft nu het TextielLab zijn onderkomen. Het gehele fabriekscomplex is een rijksmonument.

## Hoflerancier
Sinds 17 maart 2017 beschikt het TextielLab over het predicaat Hofleverancier.